# Aureolus van Aragón
Aureolus († 809) was een ambtsdrager van de Karolingen in de Spaanse Mark in de vroege 9e eeuw. Zijn naam lijkt op een Romeinse afkomst te wijzen.
De Annales regni Francorum vermelden Aureolus voor het jaar 809 als graaf in het "gebied tussen Spanje en Gallië aan gene zijde van de Pyreneeën“ met jurisdictie over de steden Huesca en Saragossa, die evenwel onder Moorse controle stonden. Dit graafschap was waarschijnlijk in of kort na 806 in het gebied om Pamplona en Jaca (Aragón) ingericht geworden, nadat de inwoners van Pamplona zich met succes van de Moorse bezetting hadden bevrijd en zich onder de bescherming van het Frankische Rijk hadden geplaatst. In ieder geval was Aureolus in 809 gestorven, wat de Moorse wāli van Saragossa, Amrus ibn Yusuf, tot een aanval op diens ambtsgebied had doen overgaan.
Na Aureolus werden Velasco Velásquez (Pamplona) en Aznar I Galíndez (Aragón) als graven in dit gebied benoemd.

## Referentie
- Dit artikel of een eerdere versie ervan is een (gedeeltelijke) vertaling van het artikel Aureolus von Aragón op de Duitstalige Wikipedia, dat onder de licentie Creative Commons Naamsvermelding/Gelijk delen valt. Zie de bewerkingsgeschiedenis aldaar.